# Aloysius Lauer
Aloysius, Aloys o Alois son distintas formas del nombre religioso que tomó Christoph Lauer (Katholisch-Willenroth, 28 de agosto de 1833-Sigmaringa, 21 de agosto de 1901), fraile menor y sacerdote católico alemán.

## Biografía

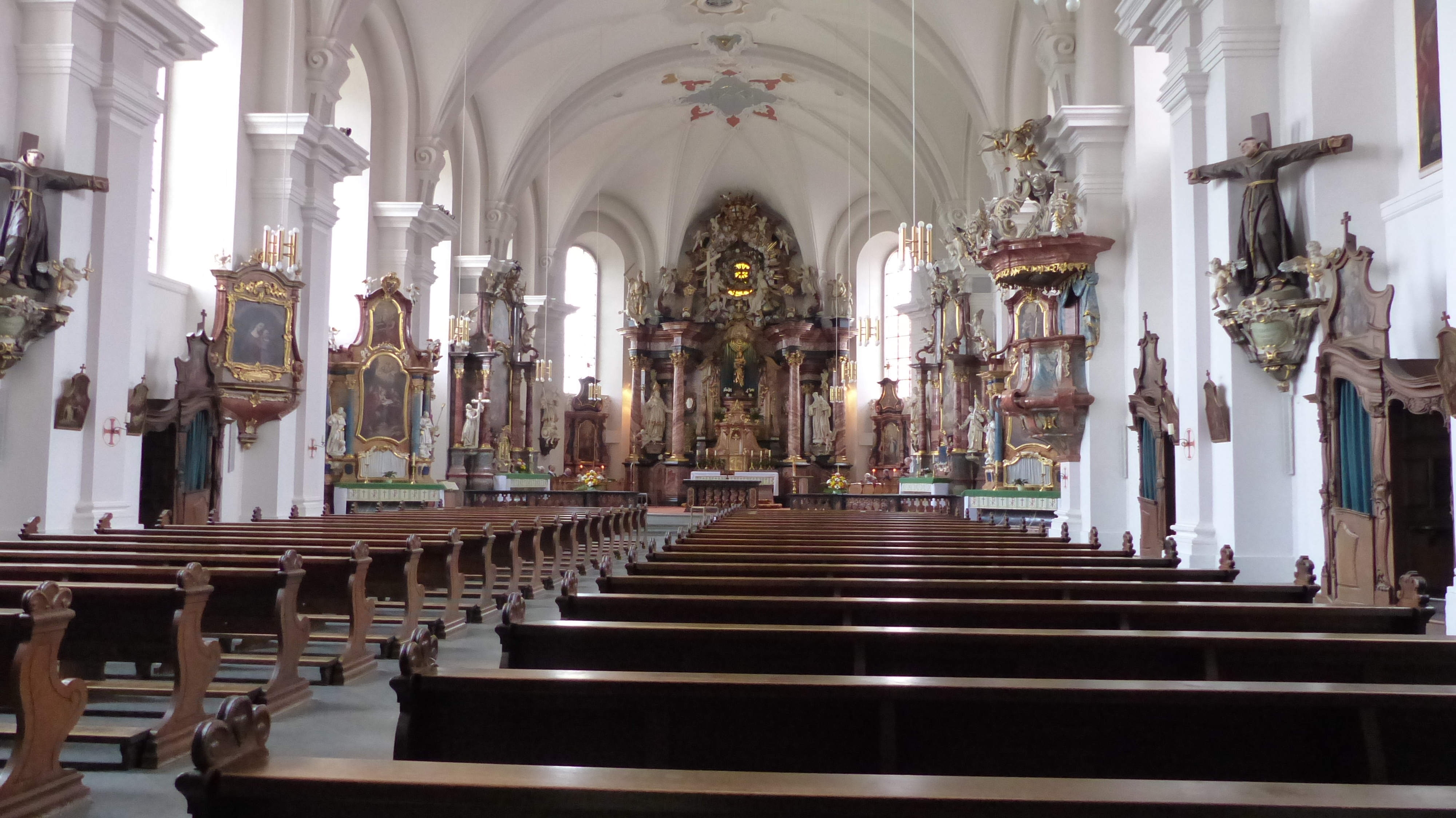
Iglesia del monasterio franciscano de Frauenberg, en la que está enterrado Lauer.

Christoph Lauer asistió a la escuela secundaria en Fulda, ciudad en la que ingresó a la orden franciscana en 1850. Recibió el nombre religioso de Aloys y fue ordenado sacerdote en 1856. Después de su ordenación sacerdotal, fue nombrado maestro de novicios y en 1859, a la edad de 26 años, fue elegido guardián del monasterio de Frauenberg en Fulda. Desde 1876 fue custodio (superior) de la Custodia de Turingia, que pertenecía a la provincia franciscana de Sajonia (Sajonia) y que sólo contaba con 74 miembros debido a la Kulturkampf prusiana. Debido a que los religiosos tuvieron que abandonar sus monasterios a instancias del gobierno prusiano, Lauer fundó monasterios en Países Bajos, Bélgica, Francia y los Estados Unidos. De 1881 a 1889, después de ocupar varios oficios religiosos en Turingia, fue finalmente definidor general de la orden.
Lauer fue uno de los cofundadores de Acta Ordinis Fratrum Minorum. Como procurador general de los franciscanos descalzos (OFMDisc) —conocidos también como alcantarinos— y de los franciscanos recoletos (OFMRec), impulsó la unidón de las diversas familias de la Orden Franciscana. Pronto se convirtió en presidente de la comisión para la redacción de los nuevos estatutos creada por el papa León XIII, que fueron aprobados en 1897. El papa, posteriormente, unificó las distintas ramas de franciscanos observantes por la constitución Felicitate quadam del 4 de octubre del mismo año. Lauer fue nombrado primer ministro general de la orden recién unificada. Esto lo convirtió en el primer ministro general de origen alemán desde que se fundó la orden franciscana.
A causa de una grave enfermedad, regresó al monasterio de Gorheim en Sigmaringen, donde murió el 21 de agosto de 1901 a la edad de 68 años. Fue enterrado bajo el altar mayor de la iglesia del monasterio de Frauenberg en Fulda.

## Escritos
- Mitautor und Herausgeber: Regola e costituzioni generali dei frati minori. Tipografia della Porziuncola, Asís, 1898.
- Codex pro postulatoribus causarum beatificationis et canonizationis. Typographia Sallustiana, Roma, 1899.
- Lucas Wadding und Gaetano Michelesi: Annales Minorum Seu Trium Ordinum a S. Francisco Institutorum, 1208–1680, Bd. 20: Ab anno MDLXIV usque ad annum MDLXXIV. Florencia, 1899.
- Horae diurnae Breviarii Romano-seraphici: a SS. D.N. Pio Papa VI. dudum approbatae. Collegium S. Bonaventurae, Ad Claras Aquas (= Quaracchi bei Florenz), 1900.
- Seele des Ordenslebens, edición de Wendelin Meyer, O.F.M. Warendorf/Westf, 1949.

### Traducciones al español
- LAUER, Aloysius: El alma de la vida religiosa: Máximas sobre la vida religiosa. Edición póstuma preparada por Wendelin Meyer, O.F.M. Traducción de José Luis Albizu, O.F.M. Madrid: Studium, 1963.